# بطولة العالم لسباقات فورمولا 1 موسم 1961
بطولة العالم لسباقات فورمولا 1 موسم 1961 عقدت في سنة 1961 م، وفاز بها فيل هيل (بالإنجليزية: Phil Hill)‏ من فريق فيراري (بالإنجليزية: Ferrari)‏ بسيارته الفيراري. فيل هيل الذي بدأ السباق في الخط رقم 5 حصل على أفضل توقيت في الجولة 2 من السباق في أسرع لفة له. هذا السائق في المجموع حصد 34 نقطة.

## الوصلات الخارجية
- الموقع الرسمي للفورمولا 1